# Animação em Flash
Animação em Flash é um tipo de animação digital surgida nos Estados Unidos. Basicamente se consistindo em animações feitas no programa Adobe Animate (sucessor ao Adobe Flash), e Toon Boom Harmony, que tinham suporte à animação 2D vetorial. Já atualmente as animações em Flash são distribuídas em formato .fla como raiz e .swf como animação exportada. 
As animações em Flash criadas nas versões mais atuais, têm suporte à interatividade através de scripts elaborados com a linguagem Action Script.
A maioria das animações em Flash são distribuídas na web, e são muito úteis até os dias de hoje. 